# فلورا سويا
فلورا سويا، هي ممثلة مالاوية. تم ترشيحها كأفضل ممثلة في حفلي توزيع جوائز أكاديمية السينما الأفريقية السابع والرابع عشر.

## بدايتها
ولدت فلورا سويا عام 1987 في مستشفى «رسالة مالامبي» في بلانتير عاصمة مالاوي، وهي الثانية عشر في أسرة مكونة من 15 طفلا، وقد توفي ثلاثة من إخوتها. فلورا من منطقة بالاكا وهي كاثوليكية رومانية متدينة.

## حياتها المهنية
جنبا إلى جنب مع تابيوا جوازا، لعبت فلورا الدور الرئيسي في «مواسم الحياة» (2010)، الذي يروي محنة خادمة أفريقية تعرضت لانتهاك جنسي من قبل رئيسها الذي رفض بعد ذلك حضانة طفلها. حصلت على جائزة أكاديمية الفيلم الأفريقية لأفضل ممثلة في دور رئيسي عن دورها في الفيلم. في عام 2013، لعبت دور البطولة في دور شيمو جوياه عن فيلم «آخر مركب صيد»، حيث كانت عشيقة لسائح وزوجة لرجل متعدد الزوجات، وقد تم ترشيحها كأفضل ممثلة في جوائز الأكاديمية الأفريقية للأفلام. وفي عام 2014، أفيد أنها ستظهر في الفيلم الزامبي «تشاندا»، الذي يحكي قصة عن المشاكل التي تمر بها النساء العاقرات ورد الفعل السلبي للرجال الأفارقة تجاه هذه الحالة. تم إطلاق الفيلم في إحدى دور السينما في ديسمبر 2014، وطرح عام 2015. وفي عام 2016، تم الإعلان عن فيلمها «قصة أمي» كأحد الأفلام الافتتاحية في مهرجان سيليكون فالي للسينما الأفريقية في الولايات المتحدة. يروي الفيلم قصة المعاناة التي تمر بها النساء لتأمين منزلهن دون مساعدة من الزوج، تلعب فلورا في الفيلم دور «تادالا»، وهي أم عزباء في محيط أفريقي حساس للنوع الاجتماعي والثقافي.